# Burgstall Nussburg
Der Burgstall Nussburg, auch Lusburg genannt, bezeichnet eine abgegangene Höhenburg auf 610 m ü. NN bei dem Ortsteil Talhausen der Gemeinde Epfendorf im Landkreis Rottweil in Baden-Württemberg.
Vermutlich handelt es sich um eine Vorgängerburg der Burg Herrenzimmern. Von der ehemaligen Burganlage ist nichts erhalten.